# 이남수 (방송인)
이남수 (제롬 JEROME) (Lee Namsoo, 1994년 10월 24일 ~ )는 대한민국의 방송인으로 얼짱시대로 데뷔하였다. 현재 뷰티&일상 유튜브 채널인 제롬 JEROME으로 활동중이다. 원래는 남수티비 NAMSOO TV라는 이름으로 2017년 7월 7일부터 유튜브 활동을 하였으나 2020년 1월 14일부터 유튜브 활동명을 제롬 JEROME으로 돌연 변경하였다.
소녀나라, 가발나라, 핑크에이지, 새콤달콤 피팅 모델로 잠시 활동했었다.
유튜브 주요 컨텐츠는 뷰티이며 주로 메이크업, 일상 영상 등을 올린다.
| 이남수   | 이남수                               |
| -------- | ------------------------------------ |
| 출생     | 1994년 10월 24일 대한민국 대전광역시 |
| 활동영역 | 유튜버, 모델, 방송인                 |

## 학력
- 대전가오고등학교 (졸업)

고등학교 졸업 후 성인이 되어 미국 뉴욕주로 유학을 갔지만 학교명을 구체적으로 밝히지 않았다.

## 출연

### 방송
- 얼짱시대 6 (코미디TV)
- 얼짱TV 시즌 1 (코미디TV)
- 셔플오디션 아이돌메이드 (MBC 뮤직)
- 실종느와르M (OCN)

### 뮤직비디오
- 스탠딩에그(Standing Egg) - Crazy
- 스탠딩에그(Standing Egg) - Voice

### 광고
- 서울특별시 공익광고
- 국세청 공익광고
- 대한의사협회 손씻기캠페인
- 피파온라인 광고